# Temporada 2017 de World Series Fórmula V8 3.5
La temporada 2017 de World Series Fórmula V8 3.5 fue la última edición de dicho campeonato. Tom Dillmann fue el piloto defensor del título, mientras que Arden Motorsport fue la escudería defensora. Comenzó en el circuito de Silverstone el 15 de abril y finalizó en el circuito Internacional de Baréin el 18 de noviembre.

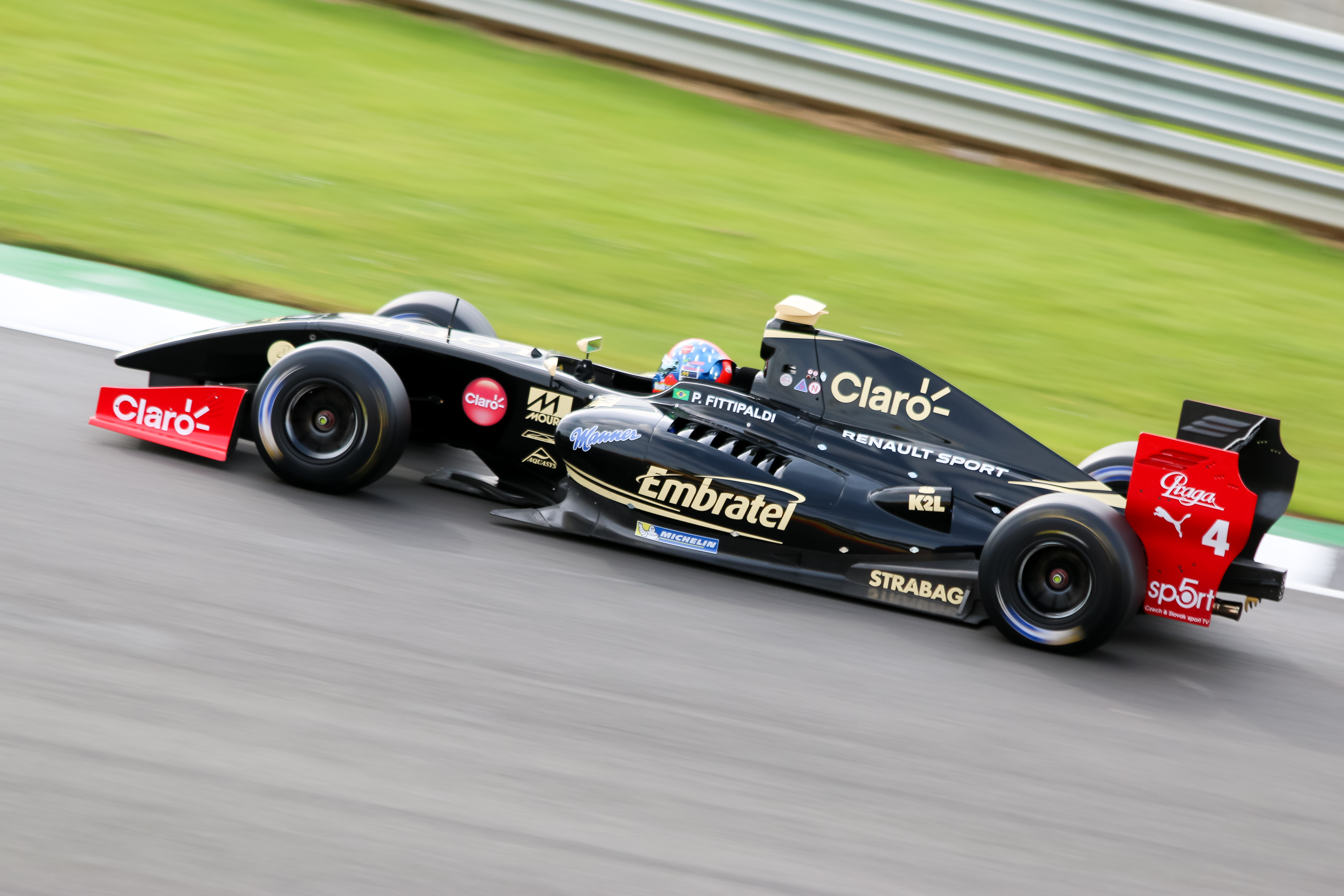
Pietro Fittipaldi fue el ganador de la última edición de World Series Fórmula V8 3.5.

Pietro Fittipaldi ganó el Campeonato de Pilotos, mientras que la escudería Lotus (Charouz Racing System) obtuvo el Campeonato de Escuderías.

## Escuderías y pilotos
Las escuderías y pilotos para la temporada 2017 fueron las siguientes:
| Escudería             | N.º | Piloto                  | Estado | Rondas |
| --------------------- | --- | ----------------------- | ------ | ------ |
| Lotus                 | 3   | René Binder             |        | Todas  |
| Lotus                 | 4   | Pietro Fittipaldi       |        | Todas  |
| SMP Racing with AVF   | 5   | Egor Orudzhev           |        | 1–8    |
| SMP Racing with AVF   | 5   | Konstantin Tereshchenko | N      | 9      |
| SMP Racing with AVF   | 6   | Matevos Isaakyan        |        | Todas  |
| Fortec Motorsports    | 7   | Alfonso Celis Jr.       |        | Todas  |
| Fortec Motorsports    | 8   | Diego Menchaca          | N      | Todas  |
| Teo Martín Motorsport | 9   | Konstantin Tereshchenko | N      | 1–8    |
| Teo Martín Motorsport | 10  | Nelson Mason            | N      | 1–5    |
| Teo Martín Motorsport | 10  | Álex Palou              | N      | 6–8    |
| RP Motorsport         | 11  | Roy Nissany             |        | Todas  |
| RP Motorsport         | 12  | Yu Kanamaru             |        | Todas  |
| RP Motorsport         | 21  | Damiano Fioravanti      | N      | 2–6    |
| RP Motorsport         | 21  | Tatiana Calderón        | N      | 9      |
| Il Barone Rampante    | 15  | Giuseppe Cipriani       |        | 1–8    |
| Il Barone Rampante    | 16  | Damiano Fioravanti      | N      | 1      |
| AVF                   | 17  | Henrique Chaves         | N      | 9      |

| Icono | Leyenda |
| ----- | ------- |
| N     | Novato  |

## Calendario
El calendario consistió de las siguientes 9 rondas:
| Ronda | Ronda | Circuito                                       | Fecha            | Categoría principal                        |
| ----- | ----- | ---------------------------------------------- | ---------------- | ------------------------------------------ |
| 1     | C1    | Circuito de Silverstone                        | 15 de abril      | 6 Horas de Silverstone (WEC)               |
| 1     | C2    | Circuito de Silverstone                        | 16 de abril      | 6 Horas de Silverstone (WEC)               |
| 2     | C1    | Circuito de Spa-Francorchamps, Francorchamps   | 5 de mayo        | 6 Horas de Spa-Francorchamps (WEC)         |
| 2     | C2    | Circuito de Spa-Francorchamps, Francorchamps   | 6 de mayo        | 6 Horas de Spa-Francorchamps (WEC)         |
| 3     | C1    | Autodromo Nazionale di Monza, Monza            | 13 de mayo       | 4 Horas de Monza (European Le Mans Series) |
| 3     | C2    | Autodromo Nazionale di Monza, Monza            | 14 de mayo       | 4 Horas de Monza (European Le Mans Series) |
| 4     | C1    | Circuito de Jerez, Jerez de la Frontera        | 27 de mayo       | Renault Clio Cup España                    |
| 4     | C2    | Circuito de Jerez, Jerez de la Frontera        | 28 de mayo       | Renault Clio Cup España                    |
| 5     | C1    | MotorLand Aragón, Alcañiz                      | 24 de junio      | Renault Clio Cup España                    |
| 5     | C2    | MotorLand Aragón, Alcañiz                      | 25 de junio      | Renault Clio Cup España                    |
| 6     | C1    | Nürburgring, Nürburg                           | 15 de julio      | 6 Horas de Nürburgring (WEC)               |
| 6     | C2    | Nürburgring, Nürburg                           | 16 de julio      | 6 Horas de Nürburgring (WEC)               |
| 7     | C1    | Autódromo Hermanos Rodríguez, Ciudad de México | 2 de septiembre  | 6 Horas de México (WEC)                    |
| 7     | C2    | Autódromo Hermanos Rodríguez, Ciudad de México | 3 de septiembre  | 6 Horas de México (WEC)                    |
| 8     | C1    | Circuito de las Américas, Austin               | 15 de septiembre | 6 Horas del Circuito de las Américas (WEC) |
| 8     | C2    | Circuito de las Américas, Austin               | 16 de septiembre | 6 Horas del Circuito de las Américas (WEC) |
| 9     | C1    | Circuito Internacional de Baréin, Sakhir       | 17 de noviembre  | 6 Horas de Baréin (WEC)                    |
| 9     | C2    | Circuito Internacional de Baréin, Sakhir       | 18 de noviembre  | 6 Horas de Baréin (WEC)                    |

## Resultados
| Ronda | Ronda | Ronda                            | Pole position     | Vuelta rápida     | Piloto ganador    | Escudería ganadora    | Rookie ganador          |
| ----- | ----- | -------------------------------- | ----------------- | ----------------- | ----------------- | --------------------- | ----------------------- |
| 1     | C1    | Circuito de Silverstone          | Pietro Fittipaldi | Alfonso Celis Jr. | Pietro Fittipaldi | Lotus                 | Damiano Fioravanti      |
| 1     | C2    | Circuito de Silverstone          | Pietro Fittipaldi | Nelson Mason      | Pietro Fittipaldi | Lotus                 | Konstantin Tereshchenko |
| 2     | C1    | Circuito de Spa-Francorchamps    | Alfonso Celis Jr. | Roy Nissany       | Alfonso Celis Jr. | Fortec Motorsports    | Diego Menchaca          |
| 2     | C2    | Circuito de Spa-Francorchamps    | Pietro Fittipaldi | Matevos Isaakyan  | Matevos Isaakyan  | SMP Racing with AVF   | Diego Menchaca          |
| 3     | C1    | Autodromo Nazionale di Monza     | Pietro Fittipaldi | Pietro Fittipaldi | René Binder       | Lotus                 | Nelson Mason            |
| 3     | C2    | Autodromo Nazionale di Monza     | Pietro Fittipaldi | Roy Nissany       | René Binder       | Lotus                 | Nelson Mason            |
| 4     | C1    | Circuito de Jerez                | Egor Orudzhev     | Egor Orudzhev     | Roy Nissany       | RP Motorsport         | Nelson Mason            |
| 4     | C2    | Circuito de Jerez                | Pietro Fittipaldi | Pietro Fittipaldi | Pietro Fittipaldi | Lotus                 | Damiano Fioravanti      |
| 5     | C1    | MotorLand Aragón                 | Pietro Fittipaldi | Egor Orudzhev     | Egor Orudzhev     | SMP Racing with AVF   | Konstantin Tereshchenko |
| 5     | C2    | MotorLand Aragón                 | Pietro Fittipaldi | Alfonso Celis Jr. | Pietro Fittipaldi | Lotus                 | Diego Menchaca          |
| 6     | C1    | Nürburgring                      | Álex Palou        | Matevos Isaakyan  | Matevos Isaakyan  | SMP Racing with AVF   | Diego Menchaca          |
| 6     | C2    | Nürburgring                      | Álex Palou        | Álex Palou        | Álex Palou        | Teo Martín Motorsport | Álex Palou              |
| 7     | C1    | Autódromo Hermanos Rodríguez     | Pietro Fittipaldi | Matevos Isaakyan  | Pietro Fittipaldi | Lotus                 | Álex Palou              |
| 7     | C2    | Autódromo Hermanos Rodríguez     | Pietro Fittipaldi | Matevos Isaakyan  | Pietro Fittipaldi | Lotus                 | Konstantin Tereshchenko |
| 8     | C1    | Circuito de las Américas         | René Binder       | René Binder       | René Binder       | Lotus                 | Álex Palou              |
| 8     | C2    | Circuito de las Américas         | Álex Palou        | René Binder       | Egor Orudzhev     | SMP Racing with AVF   | Álex Palou              |
| 9     | C1    | Circuito Internacional de Baréin | Matevos Isaakyan  | Henrique Chaves   | Henrique Chaves   | AVF                   | Henrique Chaves         |
| 9     | C2    | Circuito Internacional de Baréin | René Binder       | Yu Kanamaru       | René Binder       | Lotus                 | Tatiana Calderón        |

## Clasificaciones

### Puntuaciones
| Posición | 1º | 2º | 3º | 4º | 5º | 6º | 7º | 8º | 9º | 10º |
| Puntos   | 25 | 18 | 15 | 12 | 10 | 8  | 6  | 4  | 2  | 1   |

### Campeonato de Pilotos
| Pos.    | Piloto                  | SIL | SIL | SPA | SPA | MNZ | MNZ | JER | JER | ALC | ALC | NÜR | NÜR | MEX | MEX | COA | COA | BHR | BHR | Puntos |
| ------- | ----------------------- | --- | --- | --- | --- | --- | --- | --- | --- | --- | --- | --- | --- | --- | --- | --- | --- | --- | --- | ------ |
| 1       | Pietro Fittipaldi       | 1   | 1   | 8   | 6   | 9   | 4   | 2   | 1   | Ret | 1   | 7   | 6   | 1   | 1   | 3   | Ret | 2   | 2   | 259    |
| 2       | Matevos Isaakyan        | 4   | Ret | Ret | 1   | 3   | 5   | 3   | 3   | 2   | 5   | 1   | 2   | 2   | 4   | 4   | 6   | NC  | 9   | 215    |
| 3       | Alfonso Celis Jr.       | 3   | 6   | 1   | 3   | 4   | Ret | 6   | 4   | 3   | 2   | 2   | 8   | 5   | 2   | 8   | 5   | 6   | 8   | 204    |
| 4       | René Binder             | 5   | 4   | 6   | 2   | 1   | 1   | 4   | 5   | 5   | Ret | 6   | 9   | 6   | Ret | 1   | 10  | 9   | 1   | 201    |
| 5       | Roy Nissany             | Ret | 3   | 2   | 4   | 2   | 2   | 1   | Ret | 4   | 6   | 4   | 5   | 9   | 8   | 6   | 4   | 3   | 4   | 201    |
| 6       | Egor Orudzhev           | 2   | 2   | 3   | 7   | 5   | Ret | Ret | 2   | 1   | 3   | 3   | 3   | Ret | Ret | 2   | 1   |     |     | 198    |
| 7       | Yu Kanamaru             | 10  | Ret | 5   | 8   | Ret | 3   | 7   | 10  | 7   | 4   | 5   | 7   | 7   | 7   | 7   | 7   | 4   | 6   | 115    |
| 8       | Konstantin Tereshchenko | 8   | 5   | 10  | 11  | 8   | 7   | 8   | 7   | 6   | Ret | 9   | 4   | 4   | 3   | Ret | 8   | 7   | Ret | 94     |
| 9       | Diego Menchaca          | 9   | 7   | 4   | 5   | 7   | DNS | 9   | 9   | 9   | 7   | 8   | 10  | 8   | 5   | 9   | 3   | 8   | 7   | 94     |
| 10      | Álex Palou              |     |     |     |     |     |     |     |     |     |     | 11  | 1   | 3   | Ret | 5   | 2   |     |     | 68     |
| 11      | Nelson Mason            | 7   | Ret | 9   | 9   | 6   | 6   | 5   | 8   | DNP | 9   |     |     |     |     |     |     |     |     | 42     |
| 12      | Damiano Fioravanti      | 6   | 8   | 7   | 10  | Ret | Ret | Ret | 6   | 8   | 8   | 10  | Ret |     |     |     |     |     |     | 36     |
| 13      | Henrique Chaves         |     |     |     |     |     |     |     |     |     |     |     |     |     |     |     |     | 1   | 5   | 35     |
| 14      | Tatiana Calderón        |     |     |     |     |     |     |     |     |     |     |     |     |     |     |     |     | 5   | 3   | 25     |
| 15      | Giuseppe Cipriani       | 11  | 9   | Ret | 12  | 10  | 8   | 10  | Ret | 10  | 10  | 12  | Ret | 10  | 6   | Ret | 9†  |     |     | 21     |
| Pos.    | Piloto                  | SIL | SIL | SPA | SPA | MNZ | MNZ | JER | JER | ALC | ALC | NÜR | NÜR | MEX | MEX | COA | COA | BHR | BHR | Puntos |
| Fuente: |                         |     |     |     |     |     |     |     |     |     |     |     |     |     |     |     |     |     |     |        |

| Color     | Resultado                                                               |
| --------- | ----------------------------------------------------------------------- |
| Oro       | Ganador                                                                 |
| Plata     | 2.ª plaza                                                               |
| Bronce    | 3.ª plaza                                                               |
| Verde     | Finalizó en los puntos                                                  |
| Azul      | Finalizó sin puntos                                                     |
| Azul      | NC - No clasificado                                                     |
| Violeta   | Ret - No terminó (Carrera)                                              |
| Rojo      | DNQ - No se clasificó                                                   |
| Negro     | DSQ - Descalificado                                                     |
| Blanco    | DNS - No empezó (carrera)                                               |
| Blanco    | WD - Retirado (fin de semana)                                           |
| Blanco    | C - Carrera cancelada                                                   |
| Sin color | DNP - Inscrito pero no participó                                        |
| Sin color | INJ - Lesionado                                                         |
| Sin color | EX - Excluido                                                           |
| Estado    | Resultado                                                               |
| Negrita   | Pole position                                                           |
| Cursiva   | Vuelta rápida                                                           |
| †         | Abandona, pero clasifica al completar el porcentaje requerido para ello |

| Novato |

### Campeonato de Escuderías
| Pos.    | Escudería             | SIL | SIL | SPA | SPA | MNZ | MNZ | JER | JER | ALC | ALC | NÜR | NÜR | MEX | MEX | COA | COA | BHR | BHR | Puntos |
| ------- | --------------------- | --- | --- | --- | --- | --- | --- | --- | --- | --- | --- | --- | --- | --- | --- | --- | --- | --- | --- | ------ |
| 1       | Lotus                 | 1   | 1   | 6   | 2   | 1   | 1   | 2   | 1   | 5   | 1   | 6   | 6   | 1   | 1   | 1   | 10  | 2   | 1   | 460    |
| 1       | Lotus                 | 5   | 4   | 8   | 6   | 9   | 4   | 4   | 4   | Ret | Ret | 7   | 9   | 6   | Ret | 3   | Ret | 9   | 2   | 460    |
| 2       | SMP Racing with AVF   | 2   | 2   | 3   | 1   | 3   | 5   | 3   | 2   | 1   | 3   | 1   | 2   | 2   | 4   | 2   | 1   | 7   | 9   | 419    |
| 2       | SMP Racing with AVF   | 4   | Ret | Ret | 7   | 5   | Ret | Ret | 3   | 2   | 5   | 3   | 3   | Ret | Ret | 4   | 6   | NC  | Ret | 419    |
| 3       | RP Motorsport         | 10  | 3   | 2   | 4   | 2   | 2   | 1   | 6   | 4   | 4   | 4   | 5   | 7   | 7   | 6   | 4   | 3   | 3   | 313    |
| 3       | RP Motorsport         | Ret | Ret | 5   | 8   | Ret | 3   | 7   | 10  | 7   | 6   | 5   | 7   | 9   | 8   | 7   | 7   | 4   | 4   | 313    |
| 4       | Fortec Motorsports    | 3   | 6   | 1   | 3   | 4   | Ret | 6   | 4   | 3   | 2   | 2   | 8   | 5   | 2   | 8   | 3   | 6   | 7   | 305    |
| 4       | Fortec Motorsports    | 9   | 7   | 4   | 5   | 7   | DNS | 9   | 9   | 9   | 7   | 8   | 10  | 8   | 5   | 9   | 5   | 8   | 8   | 305    |
| 5       | Teo Martín Motorsport | 7   | 5   | 9   | 9   | 6   | 6   | 5   | 7   | 6   | 9   | 9   | 1   | 3   | 3   | 5   | 2   |     |     | 198    |
| 5       | Teo Martín Motorsport | 8   | Ret | 10  | 11  | 8   | 7   | 8   | 8   | DNP | Ret | 11  | 4   | 4   | Ret | Ret | 8   |     |     | 198    |
| 6       | AVF                   |     |     |     |     |     |     |     |     |     |     |     |     |     |     |     |     | 1   | 5   | 35     |
| 7       | Il Barone Rampante    | 6   | 8   | Ret | 12  | 10  | 8   | 10  | Ret | 10  | 10  | 12  | Ret | 10  | 6   | Ret | 9†  |     |     | 33     |
| 7       | Il Barone Rampante    | 11  | 9   |     |     |     |     |     |     |     |     |     |     |     |     |     |     |     |     | 33     |
| Pos.    | Escudería             | SIL | SIL | SPA | SPA | MNZ | MNZ | JER | JER | ALC | ALC | NÜR | NÜR | MEX | MEX | COA | COA | BHR | BHR | Puntos |
| Fuente: |                       |     |     |     |     |     |     |     |     |     |     |     |     |     |     |     |     |     |     |        |